# Světový pohár v biatlonu 2021/2022 – Östersund 2
2. podnik Světového poháru v biatlonu v sezóně 2021/2022 probíhal od 29. listopadu do 5. prosince 2021 ve švédském Östersundu. Bezprostředně navazoval na úvodní kolo světového poháru, které se taktéž konalo v Östersundu. Na programu byly mužské a ženské sprinty, stíhací závody a štafety.

## Program závodů
Oficiální program:
| Datum       | Disciplína           | Začátek (SEČ) | Počet závodníků |
| ----------- | -------------------- | ------------- | --------------- |
| 2. prosince | Sprint (ženy)        | 13:45         | 114             |
| 2. prosince | Sprint (muži)        | 16:30         | 115             |
| 4. prosince | Stíhací závod (ženy) | 13:00         | 58              |
| 4. prosince | Štafeta (muži)       | 15:10         | 27 týmů         |
| 5. prosince | Štafeta (ženy)       | 12:35         | 22 týmů         |
| 5. prosince | Stíhací závod (muži) | 15:15         | 57              |

## Průběh závodů

### Sprinty
Sprint žen probíhal za velkého mrazu, podle oficiální zprávy bylo −13 °C. Jako první do závodu odstartovala Švédka Elvira Öbergová, která stejně jako v minulém týdnu od začátku jasně dominovala v rychlosti běhu. Při obou střeleckých položkách však jednou chybovala, a tak se do průběžného vedení po druhé střelbě dostaly Bělorusky Dzinara Alimbekavová a Hanna Solová. Obě však v posledním kole zpomalily a dojely až za Öbergovou. Na první místo se dostala později startující Rakušanka Lisa Hauserová, která si čistou střelbou a velmi rychlým během dojela pro vítězství 12 vteřin před Švédkou. Třetí skončila Solová. V závěru všechny ohrožovala ještě Francouzka Chloé Chevalierová, která sice zastřílela obě položky bezchybně, ale vinou pomalé druhé střelby a pomalého posledního kola dojela až jako osmá. Do první desítky premiérově pronikla díky čisté střelba i vítězka posledního ročníku IBU Cupu Němka Vanessa Voigtová. Nedařilo se naopak – podobně jako v předcházejících dvou závodech – obhájkyni vítězství z minulého ročníku světového poháru Norce Tiril Eckoffové, která skončila mimo první třicítku. 

Z českých reprezentantek dokončila sprint nejlépe Markéta Davidová na 18. místě. Udělala jednu chybu při střelbě vleže a dosáhla 20. nejlepšího střeleckého času. Přesto nedokázala uhájit žlutý ani modrý trikot, když ji ve vedení světového poháru předstihla vítězka závodu Hauserová a v pořadí závodnic do 25 let Elvira Öbergová. Do sobotního stíhacího závodu se probojovaly ještě Jessica Jislová, Tereza Vinklárková a Eva Puskarčíková, které skončily na 34., 54. a 58. pozici. Všechny udělaly na střelnici po jedné chybě. Puskarčíková i Davidová si v televizním rozhovoru postěžovaly na rychlost běhu. „Neběhá mi to,“ shrnula to Davidová. „Nemám k tomu co říct,“ dodala diplomaticky.
V závodě mužů zopakoval vítězství z předchozího sprintu Švéd Sebastian Samuelsson. Zpočátku vedl první startující Francouz Émilien Jacquelin, který rychle běžel, ale nezasáhl poslední terč. Samuelsson udělal také jednu chybu, ale běžel o 20 vteřin rychleji, což rozhodlo. V polovině startovního pole jel Nor Sturla Holm Laegreid. Po dvou bezchybných položkách odjížděl do posledního kola na třetím místě, ale v něm zpomalil a skončil až šestý. Ještě později vystartoval Francouz Quentin Fillon Maillet. S jednou střeleckou chybou, ale výrazně rychlejším během předstihl v cíli do té doby třetího Rusa Eduarda Latypova. Dva vedoucí závodníci celkového pořadí – Nor Johannes Thingnes Bø a Francouz Simon Desthieux – ztratili žluté trikoty poté, co dojeli na devátém a dvacátém třetím místě. Do čela klasifikace se posunul s náskokem jednoho bodu Samuelsson. 

Dařilo se Michalu Krčmářovi, který s čistou střelbou, ale horším během dojel na 15. místě. „Bylo to díky mrazu docela těžký, docházely mi síly, ale ty dvě nuly mi vlily energii do svalů a zmátořil jsem se,“ popsal svoje pocity po závodě. Jakub Štvrtecký udělal jednu chybu, běžel ještě pomaleji a dokončil závod na 43. pozici. Ostatní čeští reprezentanti se neprobojovali do stíhacího závodu.

### Stíhací závody
Závod žen se jel za mírnějších teplot než předchozí sprint. V čele nebo v čelní skupině se až do poslední střelby udržovala vítězka sprintu Rakušanka Lisa Hauserová. Jako jedna ze dvou biatlonistek střílela čistě, ale vinou pomalejšího běhu, ve kterém v celkovém součtu obsadila až 38. místo, ji vždy dostihly další závodnice. Ve třetím kole se před ní dostala Švédka Elvira Öbergová, která však při první střelbě vstoje nezasáhla dva terče a celkově čtyři a dojela nakonec sedmá. Po poslední střelbě odjížděla jako první Francouzka Anaïs Chevalierová-Bouchetová před Hauserovou, Norkou Marte Olsbuová Røiselandovou další Francouzkou Anaïs Bescondovou, která se stala po Hauserové druhou bezchybnou střelkyní.
Røiselandová si do prvního mezičasu vypracovala mírný náskok, se kterým také zvítězila. Jednalo se o její jubilejní desáté individuální vítězství ve světovém poháru v kariéře. Rychle jela také Bescondová, která se posunula na druhé místo před Chevalierovou-Bouchetovou. Hauserová se dokázala Francouzek držet, ale už je nepředjela a skončila o necelou vteřinu čtvrtá.

 Markéta Davidová se po první bezchybné střelbě dostala na desáté místo. Pak ale  udělala při každé další položce po jedné chybě a dojela šestnáctá, o dvě příčky lépe než ve sprintu. Oproti výchozí pozici se zlepšila také Jessica Jislová, která nakonec obsadila 22. místo. Eva Puskarčíková skončila těsně za bodovanými místy na 41. místě a Tereza Vinklárková s celkem 8 chybami dokončila závod jako poslední. „Makula se posunula o dvě místa, Jess dokonce o dvanáct, z tohoto pohledu je to pro nás pěkné. Na střelnici foukalo trochu víc než v předchozích dnech, asi jen Terka Vinklárková se s tím nevyrovnala,“ komentoval výsledky pro Českou televizi asistent trenéra Jiří Holubec.
V nedělním závodu mužů se zpočátku udržoval v čele vítěz sprintu, Švéd Sebastian Samuelsson. Po první střelbě však minul terč a do čela se dostal Francouz Émilien Jacquelin. Toho během poslední střelby předstihl Nor Vetle Sjåstad Christiansen, kterému čtvrtminutový náskok zajistil vítězství. Jacquelin jel poslední kolo těsně před Samuelssonem, ten jej však před posledním mezičasem předjel a v cílovém prostoru si druhé místo udržel. Do čela celkového pořadí světového pořadí se však po závodě dostal vítěz Christiansen.
Michal Krčmář zastřílel první dvě položky čistě a posunul se na sedmé místo. Vstoje poprvé chyboval, ale pozici si udržoval. Poslední střelbu zvládl opět čistě, ale protože se podobně dařilo i jeho nejbližším soupeřům, odjížděl z ní na sedmém místě několik vteřin za Italem Tomassem Giacomelem, Finem Tero Sepallou a Rakušanem Simonem Edrem. V posledním kole všechny z nich předjel a do cílové roviny vjížděl jako první z této skupiny. Podle trenéra Ondřeje Rybáře zde uplatnil svou zkušenost a čtvrté místo si udržel i v cíli. „Cítil jsem, že kluci čekají na konec, takže jsem chtěl být první a jet si svoje tempo. Zároveň jsem si ale nechával síly na finiš,“ popsal situaci Krčmář. Jakub Štvrtecký udělal celkem osm chyb, z toho hned pět při poslední položce, a dojel na 54. pozici.

### Štafety
V sobotním závodu mužů, ve kterém startovalo 27 štafet, se Michal Krčmář dostal na prvním úseku na chvíli do čela. Na střelnici udělal jednu chybu a po pomalejším běhu ve svém posledním kole předával na pátém místě, 15 vteřin za vedoucí norskou štafetou. Ta se od té doby udržovala v čele. Po šesté střelbě získal Johannes Thingnes Bø více než čtvrtminutový náskok, který už norská štafeta udržela až do cíle. Na druhém místě se zpočátku držel německý tým, ale Roman Rees na druhém úseku klesl až na šestou pozici. Druhé místo pak obsadili Ukrajinci, ale v polovině závodu jej převzal Rus Alexandr Loginov. Až do poslední střelby jej udržoval i Eduard Latypov, který však po ní musel na trestné kolo. Vystřídali je zásluhou Quentina Fillona Mailleta Francouzi, kteří se od poloviny závodu zlepšovali. Časové rozdíly mezi závodníky byly už větší, takže stříbrnou pozici uhájili Francouzi v cíli před ruským týmem, který si zase udržoval odstup před čtvrtými Němci. V první desítce se nakonec umístily i dvě štafety s trestními koly. Domácí Švédové obsadili navzdory zaváhání Peppe Femlinga sedmou příčku, o jednu pozici níže skončili Italové, které na dvě trestná kola poslal na poslední střelecké položce Dominik Windisch. Vůbec nejvíce trestných kol pak absolvovala japonská štafeta, konkrétně Šóhei Kodama, který musel na pět trestných kol.
 Z českých reprezentantů museli Jakub Štvrtecký na druhém a Adam Václavík na třetím úseku na jedno trestné kolo, a česká štafeta tak klesla na 16. pozici. V závěru pak Mikuláš Karlík nezasáhl celkem tři terče, ale vyrovnal to rychlým během a zlepšil postavení české štafety na 11. místo v cíli, za desátým Rumunskem.
Do poloviny nědělní štafety žen se často měnilo pořadí v čele. Střídala se zde ruské biatlonistky s francouzskými a chvíli vedly i Švédky a Bělorusky. Na třetím úseku však Francouzka Julia Simonová předvedla lepší a rychlejší střelbu než nejbližší soupeřky a předávala do posledního úseku s více než minutovým náskokem před Běloruskami. Justine Braisazová-Bouchetová pak tento náskok udržela a francouzská štafeta s přehledem zvítězila. Druhé dojely Bělorusky mj. zásluhou Hanny Solové na posledním úseku. Švédky byly v polovině závodu na devátém místě, ale Elvira Öbergová je v třetím úseku posunula na třetí místo. Po předávce se před ně dostaly zásluhou Norka Marte Olsbuová Røiselandové, ale v cílové rovině ji Hanna Öbergová předjela a Švédky tak obsadily o dvě desetiny vteřiny třetí místo.

Na prvním úseku jela za českou štafetu Jessica Jislová. Při střelbách neudělala žádnou chybu a předávala na druhém místě, tři vteřiny za vedoucími Ruskami. Eva Puskarčíková pak klesla na devátou pozici, když musela vleže třikrát dobíjet. Vstoje zasáhla všechny terče, ale vinou pomalejšího běhu se posunula jen o jedno místo. Markéta Davidová jela rychle, předjela několik štafet, ale na střelnici udělala celkem tři chyby. Lucie Charvátová tak přebírala štafetu na šestém místě, vteřinu před Itálií. Vleže udělala jednu chybu a získala tak před hůře střílejícími Italkami půlminutový náskok, ale vstoje musela po čtyřech nezasažených terčích na trestné kolo. Dokázala ještě Italku Michelu Carrarovou předjet, ale ta se před ní v polovině posledního kola opět dostala, a česká štafeta tak dojela do cíle na sedmém místě.

## Umístění na stupních vítězů

### Muži
| Disciplína              | První místo                                                                           | Výkon                                                     | Druhé místo                                                                   | Výkon                                                     | Třetí místo                                                                     | Výkon                                                     |
| Sprint (10 km)          | Sebastian Samuelsson                                                                  | 22:58,7 (1+0)                                             | Émilien Jacquelin                                                             | 23:16,7 (0+1)                                             | Quentin Fillon Maillet                                                          | 23:20,2 (0+1)                                             |
| Stíhací závod (12,5 km) | Vetle Sjåstad Christiansen                                                            | 30:14,8 (0+0+1+0)                                         | Sebastian Samuelsson                                                          | 30:24,6 (1+1+1+1)                                         | Émilien Jacquelin                                                               | 30:25,8 (0+0+2+1)                                         |
| Štafeta (4×7,5 km)      | NorskoSivert Guttorm Bakken Tarjei Bø Johannes Thingnes Bø Vetle Sjåstad Christiansen | 1:14:09,3 (0+0) (0+0) (0+1) (0+0) (0+0) (0+0) (0+1) (0+2) | FrancieFabien Claude Émilien Jacquelin Simon Desthieux Quentin Fillon Maillet | 1:14:20,5 (0+1) (0+1) (0+3) (0+2) (0+0) (0+1) (0+0) (0+0) | RuskoSaid Karimulla Chalili Daniil Serochvostov Alexandr Loginov Eduard Latypov | 1:14:55,2 (0+0) (0+3) (0+0) (0+2) (0+0) (0+0) (0+1) (0+3) |

### Ženy
| Disciplína            | První místo                                                                                        | Výkon                                         | Druhé místo                                                                     | Výkon                                         | Třetí místo                                                            | Výkon                                                     |
| Sprint (7,5 km)       | Lisa Hauserová                                                                                     | 19:30,2 (0+0)                                 | Elvira Öbergová                                                                 | 19:42,7 (1+1)                                 | Hanna Solová                                                           | 19:44,6 (0+1)                                             |
| Stíhací závod (10 km) | Marte Røiselandová                                                                                 | 32:20,6 (0+0+1+0)                             | Anaïs Bescondová                                                                | 32:25,4 (0+0+0+0)                             | Anaïs Chevalierová-Bouchetová                                          | 32:27,6 (0+0+1+0)                                         |
| Štafeta (4×6 km)      | FrancieAnaïs Bescondová Anaïs Chevalierová-Bouchetová Julia Simonová Justine Braisazová-Bouchetová | 1:10:30,3 (0+0) (0+2) (0+0) (0+0) (0+1) (0+0) | BěloruskoIryna Leščanková Dzinara Alimbekavová Jelena Kručinkinová Hanna Solová | 1:11:28,2 (0+0) (0+0) (0+2) (0+1) (0+1) (0+2) | ŠvédskoLinn Perssonová Mona Brorssonová Elvira Öbergová Hanna Öbergová | 1:11:39,9 (0+1) (0+1) (0+0) (2+3) (0+2) (0+1) (0+1) (0+2) |

## Pořadí zemí
| Pořadí | Země      | 1. místo | 2. místo | 3. místo | Celkově |
| ------ | --------- | -------- | -------- | -------- | ------- |
| 1.     | Norsko    | 3        | 0        | 0        | 3       |
| 2.     | Švédsko   | 1        | 2        | 1        | 4       |
| 3.     | Francie   | 1        | 3        | 3        | 7       |
| 4.     | Rakousko  | 1        | 0        | 0        | 1       |
| 5.     | Bělorusko | 0        | 1        | 1        | 2       |
| 6.     | Rusko     | 0        | 0        | 1        | 1       |
|        | Celkem    | 6        | 6        | 6        | 18      |